# Taquinídeos
Taquinídeos (Tachinidae) é uma das famílias mais diversificadas e ecologicamente importantes na Ordem Diptera (cerca de 10 000 espécies descritas).

## Aparência
A diversidade destas moscas não se limita ao número de espécies. A diversidade morfológica é muito grande, podendo variar em dimensão de 2 mm (ex: Siphona spp.) a mais de 20 mm (ex: Trixodes obesa). No que respeita à coloração, os taquinídeos podem apresentar cores vivas com amarelo, vermelho, laranja ou preto. Outras ainda podem apresentar cores metalizadas, mas muitas espécies (como na subfamília Exoristinae) apresentam cores cinzentas e escuras.

## Hospedeiros

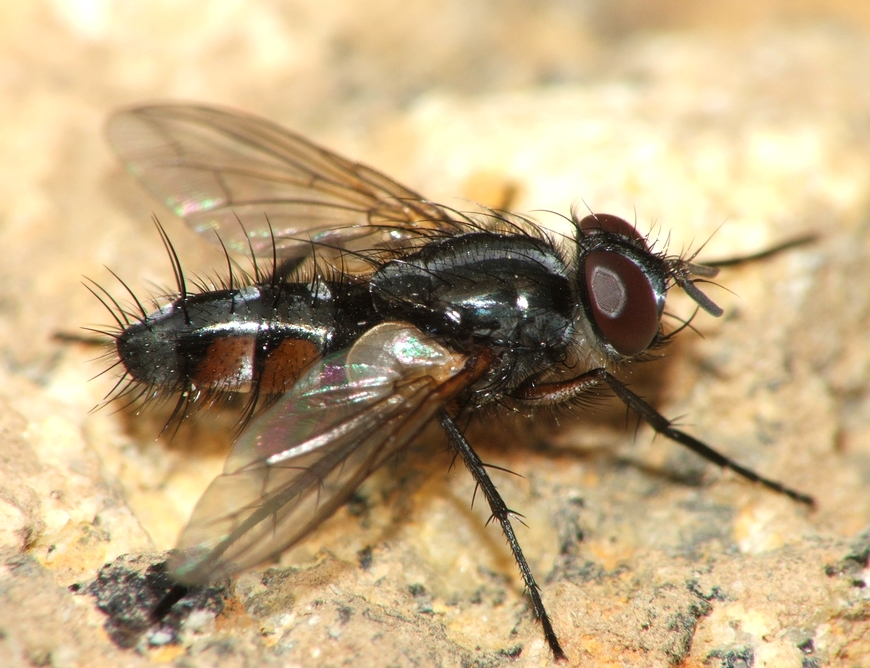
Mintho rufiventris (Tachininae)

A grande maioria das espécies são parasitóides embora sejam conhecidas algumas que não matam o hospedeiro, sendo por isso designadas de parasitas. Devido a esta característica, os taquinídeos são inimigos muito importantes de muitos artrópodes, sobretudo larvas da Ordem Lepidoptera. Para além dos lepidópteros, os taquinídeos parasitam os seguintes grupos: Coleoptera, Hymenoptera, Heteroptera, Orthoptera, Blattodea, Dermaptera, Diptera, Embioptera, Mantodea, Phasmida, Chilopoda, Scorpiones e Araneae.
Como a maioria dos hospedeiros são herbívoros, os taquinídeos desempenham frequentemente um papel significativo na regulação das populações de herbívoros e na estruturação das comunidades ecológicas. O Homem percebeu as potencialidades deste grupo e cerca de 100 espécies já foram utilizadas em programas de controlo biológico em florestas e culturas agrícolas.
A maioria dos taquinídeos parasitam o estado larvar dos seus hospedeiros mas cerca de 5 a 10% das espécies parasitam adultos. O período de desenvolvimento da larva do díptero é normalmente curto, excepto nos casos em que passam por um estado de diapausa no hospedeiro, podendo nestes casos durar vários meses a completar-se. 
Dependendo da espécie, as larvas podem desenvolver-se de forma gregária, com várias larvas por hospedeiro, ou isoladas (apenas uma larva por hospedeiro) e podem pupar no corpo do hospedeiro morto, ou abandoná-lo e pupar no solo.
Os taquinídeos são considerados parasitóides coinobiontes (por oposição a idiobiontes), ou seja, eles permitem que o hospedeiro continue a alimentar-se e a crescer enquanto se desenvolvem no seu interior. Muitas espécies são polífagas, alimentando-se de um grande número de hospedeiros de espécies diferentes. Um caso extremo é o da espécie Compsilura concinnata que ataca quase 200 espécies de hospedeiros pertencentes a 3 Ordens diferentes de insectos (Lepidoptera, Hymenoptera e Coleoptera).
Enquanto adultos, alimentam-se de néctar das flores e melada segregada por afídeos e cocóideos (Hemiptera: Coccoidea), sendo esta a fonte de alimento preferida em muitos habitats.

## Comportamento

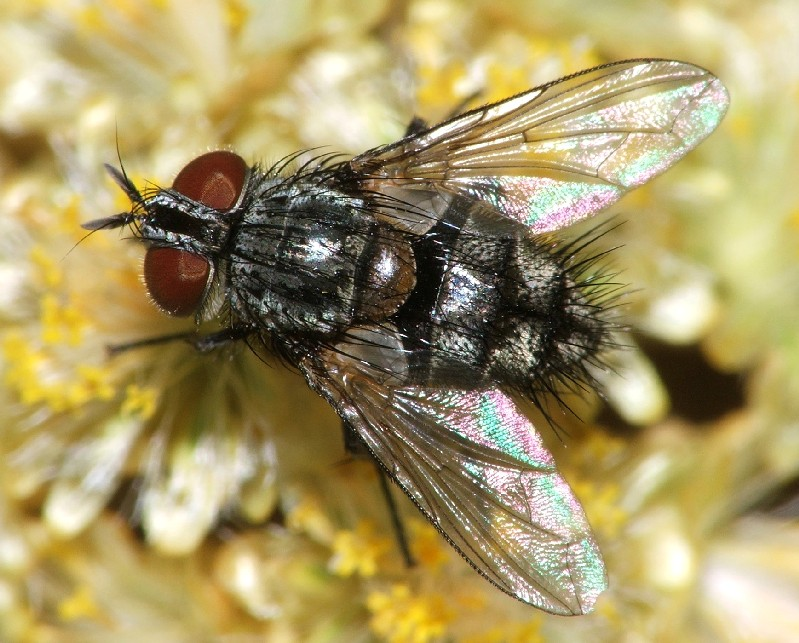
Carcelia sp. (Exoristinae)

Os machos esperam geralmente pelas fêmeas pousados ao Sol em folhas de árvores ou arbustos, podem procurá-las em flores onde estas se alimentam ou reúnem-se em elevações naturais (Hill-topping).

## Localização dos hospedeiros

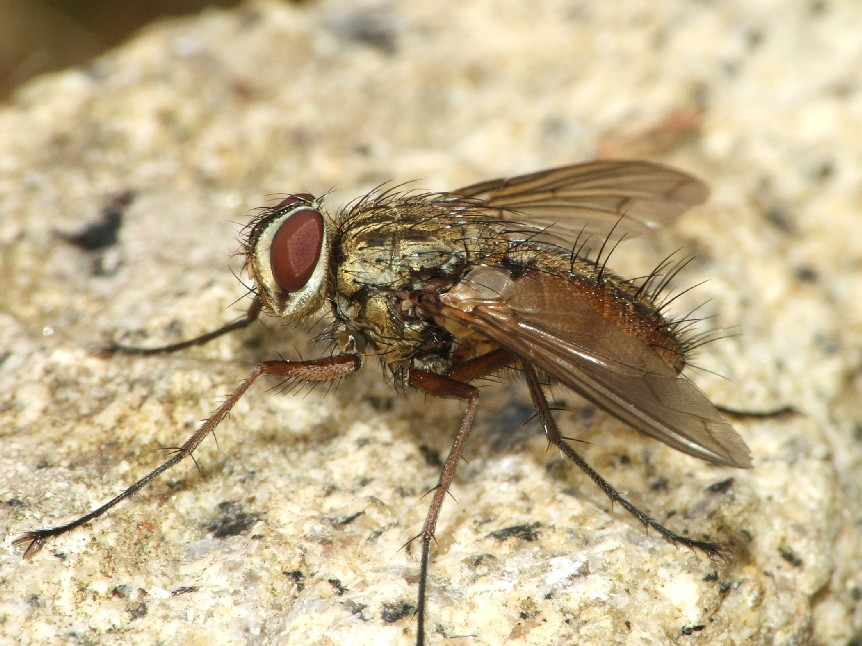
Dexia rustica (Dexiinae)

Em relação aos métodos através dos quais os taquinídeos localizam e seleccionam os seus hospedeiros, pouca informação é conhecida. Estudos indicam que os taquinídeos são capazes de utilizar uma grande variedade de pistas olfatórias, visuais, auditivas e táctil-quimiossensoriais na localização dos hospedeiros. Na localização de um habitat ou microhabitat, os taquinídeos podem utilizar pistas de longo alcance (químicas) que são libertadas pelas plantas hospedeiras das suas presas ou pelas interacções entre hospedeiros e as suas plantas. Localizado o habitat da presa, os taquinídeos poderão utilizar pistas de curto alcance que incluem odores libertados pelo hospedeiro e detecção visual deste. Um dos métodos mais interessantes de detecção de hospedeiros é a utilizada pelas espécies da tribo Ormiini. Estas espécies parasitam grilos detectando-os através dos seus chamamentos sexuais realizados durante a noite. Para isso, possuem um órgão auditivo localizado entre as coxas dianteiras.

## Estratégias de oviposição e tipos de ovos

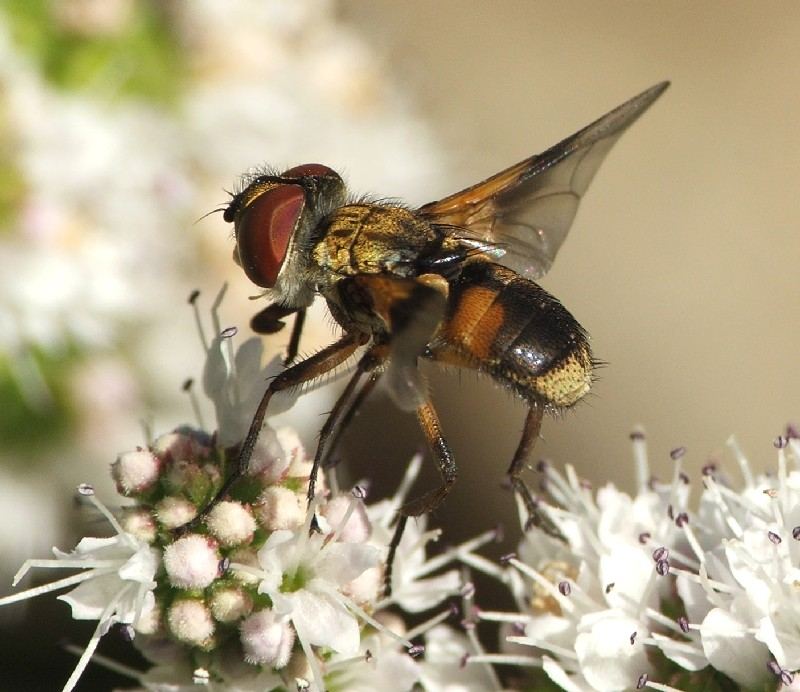
Ectophasia sp. (Phasiinae)

As estratégias de oviposição e tipos de ovos que lhes estão associados são muito diversificadas. A divisão principal que pode ser feita é entre as espécies que põem os seus ovos sobre o hospedeiro (oviposição directa) versus as que põem os ovos longe do hospedeiro (oviposição indirecta). 
A oviposição directa pode ser posteriormente subdividida conforme os ovos sejam postos externamente ou injectados no hospedeiro e conforme os ovos estão incubados (ovolarviparidade) contendo uma larva completamente desenvolvida ou não (oviparidade).
A oviposição indirecta pode ser subdividida em dois grupos: espécies ovolarviparas, em que as larvas eclodem pouco tempo após os ovos serem postos (as larvas podem esperar pela passagem de um hospedeiro ou procurá-lo activamente) e espécies que possuem ovos micrótipos especializados, que são ingeridos pelo hospedeiro, eclodindo as larvas no tubo digestivo.

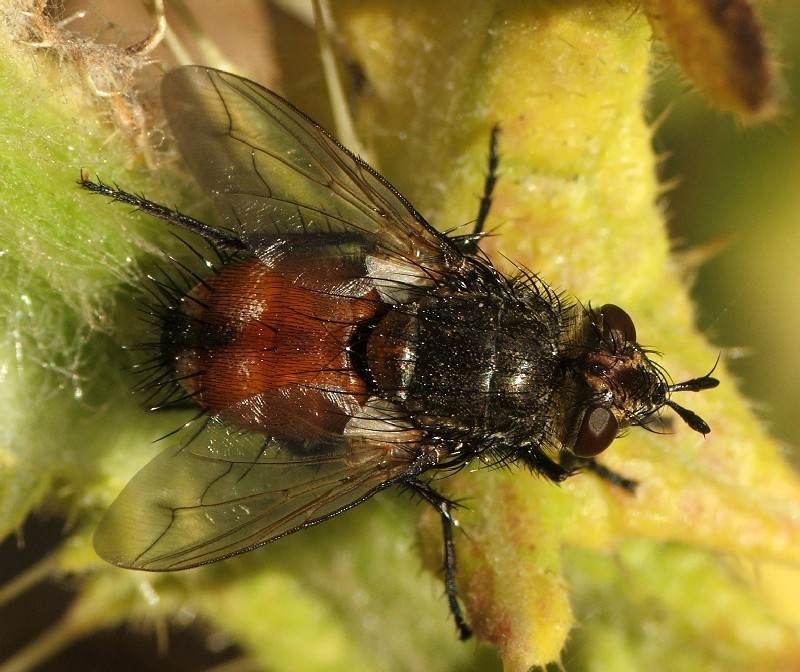
Nowickia sp. (Tachininae)

1. ↑  «Taquínideo». Michaelis